# Garfield 2
Garfield 2 – film produkcji amerykańskiej w reżyserii Tima Hilla z roku 2006.

## Fabuła
Kontynuacja filmu o kocie Garfieldzie, z 2004 roku. Garfield wyrusza w podróż do Londynu, nieświadomy istnienia w nim swojego sobowtóra – Księcia (ang. Prince’a XII), który odziedziczył w spadku cały majątek swojej zmarłej właścicielki – Lady Eleonor. Lord Dargis – siostrzeniec Lady Eleonor, po ogłoszeniu tej decyzji pozbywa się Księcia, który pomyłkowo trafia do Jona, który bierze go za Garfielda. Garfield natomiast trafia do pałacu, ponieważ lokaj Księcia (Smithee) wyrusza do Londynu, aby go odnaleźć. Po pewnym czasie obu kotom nie podoba się świat, w którym się znaleźli.

## Obsada
Bohaterowie:
- Breckin Meyer – Jon Arbuckle
- Jennifer Love Hewitt – Liz Wilson
- Billy Connolly – Lord Manfred Dargis
- Ian Abercrombie – Smithee
- Roger Rees – Pan Hobbs
- Lucy Davis – Abby
- Russell Milton – Bobby
- Oliver Muirhead – Pan Greene

Zwierzęta:
- Bill Murray – Garfield (głos)
- Bob Hoskins – Winston (głos)
- Tim Curry – Książęcy Kot (głos)
- Sharon Osbourne – Christophe (głos)
- Joe Pasquale – I, Claudius (głos)
- Jane Leeves – Eenie (głos)
- Jane Horrocks – Meenie (głos)
- Richard E. Grant – Preston (głos)
- Vinnie Jones – Rommel (głos)
- Rhys Ifans – McBunny (głos)
- Jim Piddock – Bolero (głos)
- Gregg Berger – Odie (głos)

## Wersja polska
Opracowanie i udźwiękowienie wersji polskiej: STUDIO SONICA
Nagrania: Mafilm Audio KFT
Reżyseria: Miriam Aleksandrowicz-Krasko
Dialogi polskie: Michał Kalicki
Dźwięk i montaż: György Fék, Jacek Osławski
Kierownictwo muzyczne: Agnieszka Piotrowska-Tomicka
Organizacja produkcji: Aleksandra Dobrowolska
W wersji polskiej udział wzięli:
- Zbigniew Zamachowski – Garfield
- Przemysław Stippa – Jon Arbuckle
- Joanna Brodzik – Liz Wilson
- Jerzy Kryszak – Lord Dargis
- Andrzej Kopiczyński – Smithee
- Mirosław Konarowski –
  - Pan Hobbs,
  - McBunny
- Agnieszka Godlewska – Abby
- Anna Apostolakis-Gluzińska –
  - Asystentka,
  - Christophe
- Karina Szafrańska –
  - Nastolatka,
  - Eenie
- Miriam Aleksandrowicz-Kraśko – pani Whitney
- Jarosław Domin –
  - Pan Greene,
  - Ja, Klaudiusz,
  - Bolero
- Andrzej Hausner – Portier
- Joanna Węgrzynowska-Cybińska – Przewodniczka Meenie
- Piotr Machalica – Książę
- Tomasz Grochoczyński – Winston
- Jan Aleksandrowicz – Nigel
- Jacek Czyż –
  - Rommel,
  - Narrator,
  - Preston

i inni
Piosenkę śpiewał: Zbigniew Zamachowski
Chórki: Michał Rudaś
Lektor tytułu filmu: Zbigniew Dziduch
Wersja Canal +
Opracowanie wersji polskiej na zlecenie CANAL+ Studio Sonica
Tekst: Dorota Filipek-Załęska
Czytał: Janusz Szydłowski

## Box office
| Świat | US$ 141,438,454 |